# Andrea Moberg
Andrea Moberg Tobies (sinh ngày 4 tháng 6 năm 1994) là một người mẫu, nhà hoạt động vì quyền con người và nữ hoàng sắc đẹp người Peru, người sẽ là thí sinh đại diện chính thức cho quốc gia Nam Mỹ này tham gia cuộc thi Hoa hậu Hòa bình Quốc tế 2018.

## Đầu đời
Cô sinh ra và lớn lên ở thành phố Iquitos, thủ phủ của bang Loreto, nằm ở Rừng Bắc của Peru. Cô hiện là một sinh viên báo chí và là nhà hoạt động vì quyền con người của các gia đình có thu nhập thấp và cũng là quyền của phụ nữ trong nước.

## Hoa hậu Peru 2018
Vào đêm ngày 29 tháng 10 năm 2017, Moberg đại diện cho bang Loreto trong cuộc thi quốc gia mang tên Hoa hậu Peru 2018, được tổ chức tại Nhà hát thành phố Lima. Vào cuối cuộc thi, cô vẫn là thí sinh vào chung kết đầu tiên, nhưng lại để thua Romina Lozano từ Callao và cùng lúc được trao danh hiệu Hoa hậu Hòa bình Peru 2018 và Reina Rosa 2018 bởi Jessica Newton.

## Hoa hậu Hòa bình Peru 2018
Vào ngày 6 tháng 2 năm 2018, Moberg chính thức được trao vương miện Hoa hậu Hòa bình Peru 2018 bởi người tiền nhiệm María José Lora, Hoa hậu Hòa bình Quốc tế 2017 tại Country Club Hotel ở Lima.

## Hoa hậu Hòa bình Quốc tế 2018
Andrea Moberg sẽ đại diện cho Peru tham gia cuộc thi quốc tế Hoa hậu Hòa bình Quốc tế 2018 vào ngày 25 tháng 10 năm 2018 tại Rangoon, Myanmar.